# Cratere Geiger
Geiger è un cratere lunare di 36,63 km situato nella parte sud-occidentale della faccia nascosta della Luna, a sudovest del grande cratere Keeler e leggermente a nordest dell'enorme cratere Gagarin. A sud è presente il cratere Cyrano.
È una formazione vagamente simmetrica con piccole protuberanze a nord e nordest. Il bordo a sudest è meno definito rispetto al resto e la parete interna settentrionale è più ampia rispetto alle altre zone, ricoprendo quasi un terzo del fondo interno. Esso è relativamente livellato e segnato solo da pochi crateri minori.
Il cratere è dedicato al fisico tedesco Hans Wilhelm Geiger.

## Crateri correlati
Alcuni crateri minori situati in prossimità di Geiger sono convenzionalmente identificati, sulle mappe lunari, attraverso una lettera associata al nome.
| Geiger | Coordinate             | Diametro (in km) |
| ------ | ---------------------- | ---------------- |
| K      | 15°53′24″S 159°39′00″E | 10,21            |
| L      | 16°06′00″S 159°01′48″E | 6,21             |
| R      | 15°28′48″S 156°24′36″E | 40,35            |
| Y      | 12°26′24″S 158°06′00″E | 28,24            |